# Phaegoptera nexoides
Phaegoptera nexoides là một loài bướm đêm thuộc phân họ Arctiinae, họ Erebidae.